# Cages
Cages è un graphic novel sceneggiato e disegnato dal fumettista britannico Dave McKean, originariamente pubblicato in dieci puntate tra il 1990 e il 1996. La serie ha vinto due Harvey Awards negli Stati Uniti e un Fauve d'or per il miglior albo straniero a fumetti al Festival international de la bande dessinée d'Angoulême in Francia. Cages è stato pubblicato in Italia da Edizioni Macchia Nera nel 1998, e successivamente raccolto in volume da Edizioni Magic Press.

## Edizioni italiane
Le ristampe italiane del graphic novel includono le seguenti edizioni:
- Cages, Edizioni Macchia Nera, 1998, copertina flessibile, vol.1-10, ASIN: B00LGX187Y.
- Cages, Edizioni Magic Press, 2011, brossurato, 496 pagine, ISBN 8877594284.

## Trama e stile
Il racconto parte da una trama scarna ed essenziale, sostanzialmente l'intrecciarsi delle vite di un pittore, uno scrittore e un musicista. Da questo punto di partenza, il racconto gradualmente si trasforma in un'allegoria che McKean utilizza per affrontare diversi temi tra cui l'arte, l'ispirazione e la vita degli artisti, la fede, la creatività e i gatti.
Gran parte del fumetto è realizzato con un disegno a penna, ispirato all'arte di Egon Schiele; su questa base però McKean innesta variazioni con stili e tecniche diverse, come acquerello, aerografo, xilografia, con richiami allo stile di José Muñoz e di Lorenzo Mattotti.

## Premi
La serie ha vinto i seguenti premi internazionali:
- Harvey Awards (Stati Uniti) nel 1992 per la miglior serie originale
- Harvey Awards (Stati Uniti) nel 1996 per la miglior riedizione
- Fauve d'or per il miglior albo straniero a fumetti nel 1999 al Festival international de la bande dessinée d'Angoulême (Francia)